# Château de Mont-Saint-Jean
Le château de Mont-Saint-Jean est une forteresse médiévale située à Mont-Saint-Jean en Bourgogne-Franche-Comté .

## Localisation
Le château est situé sur un éperon au sud du village, dominant d'une centaine de mètres la rive nord du Serein et la rive est de la RD 117.

## Historique
La première motte fortifiée semble antérieure à l’an mil : en 924 Raoul, duc de Bourgogne et roi de France assiège Mont-Saint-Jean. En 1180, un accord d’assistance est celé ente Etienne, évêque d'Autun et Hugues, seigneur de Mont-Saint-Jean. Le 5 février 1305, Jean de Chaudenay, sire de Blaisy, et Hugues du Sauvement, bailli d’Auxois, réclament au nom du duc Robert la remise du château de Salmaise à Etienne, seigneur de Mont-Saint-Jean. Celui-ci reconnaît que son château est "jurable et rendable" au duc. En 1358, Hugues de Mont-Saint-Jean échange avec Girard de Montbelet son château contre la seigneurie de Montbelet. En 1439 Mont-Saint-Jean, qui relève des barons de Charny, élevés en 1456 au titre de comté par Philippe le Bon, n'échappe pas aux démêlés des seigneurs d'Auxois avec les écorcheurs. En 1658, c'est une forteresse de dix grosses tours reliées par une forte muraille. Au milieu Le donjon avait quatre tours d'angle et un pont levis pour y entrer, avec une citerne et un puits profond. En 1869 Joanne écrit : "Mont-Saint-Jean ... ruines d'un castel"[réf. souhaitée].

## Architecture
Le château de Mont-Saint-Jean est composé d'une enceinte et d’un donjon rectangulaire cantonné de tours rondes. L'entrée de l'enceint, jadis au nord par un pont-levis face au village, se fait à l'ouest par un couloir à ciel ouvert originellement fermé d'un porche à chaque extrémité. L'enceinte est divisée en deux parties par un fossé orienté est-ouest. Au nord; un réduit flanqué de tours rectangulaires à contrefort d’époque romane. Au sud, l'église romane et le cimetière, flanqués de deux tours rondes à l'est et d'une tour carrée au sud. Le donjon, à l'ouest, est cantonné de quatre tours rondes autour d'une petite tour rectangulaire. On y pénètre à l'ouest par une tour-porche percée d'une porte charretière. A l'intérieur, le bâtiment nord est détruit et les bâtiments est et sud rebâtis ultérieurement ; seul le bâtiment ouest est d'origine. A droite de la tour porche, les deux premiers niveaux du bâtiment occidental sont occupés par la chapelle. La tour nord-est, plus saillante que les autres, est accessible par un orifice au centre de la voûte[réf. souhaitée].
La cour est équipée d'une citerne et sa courtine porte un chemin de ronde qui relie les étages de tir des tours tout autour du château. Le long de la courtine nord, un bâtiment abritait jadis une grande salle. Dans son angle avec la courtine nord la tour nord-ouest est équipée de latrines. La tour sud-est accueille un escalier vers une poterne de visite des fossés et le soubassement du bâtiment sud sur lequel empiète la base de la tour. Au fond de la cour, à l'est, un bâtiment pentagonal s'ouvre à l'extérieur par deux baies géminées. Le bâtiment sud est bâti sur un soubassement voûté qui s'ouvre à l'est sur le fossé et sur la cour par un escalier droit. Le rez-de-chaussée est occupé par une grande salle et l'étage de comble accède au chemin de ronde[réf. souhaitée].
L'ensemble du château et ses douves sont classés par arrêté du 28 janvier 1930. Les murs et les tours des remparts du château, inscrits par arrêté du 8 septembre 1936.

## Photographies

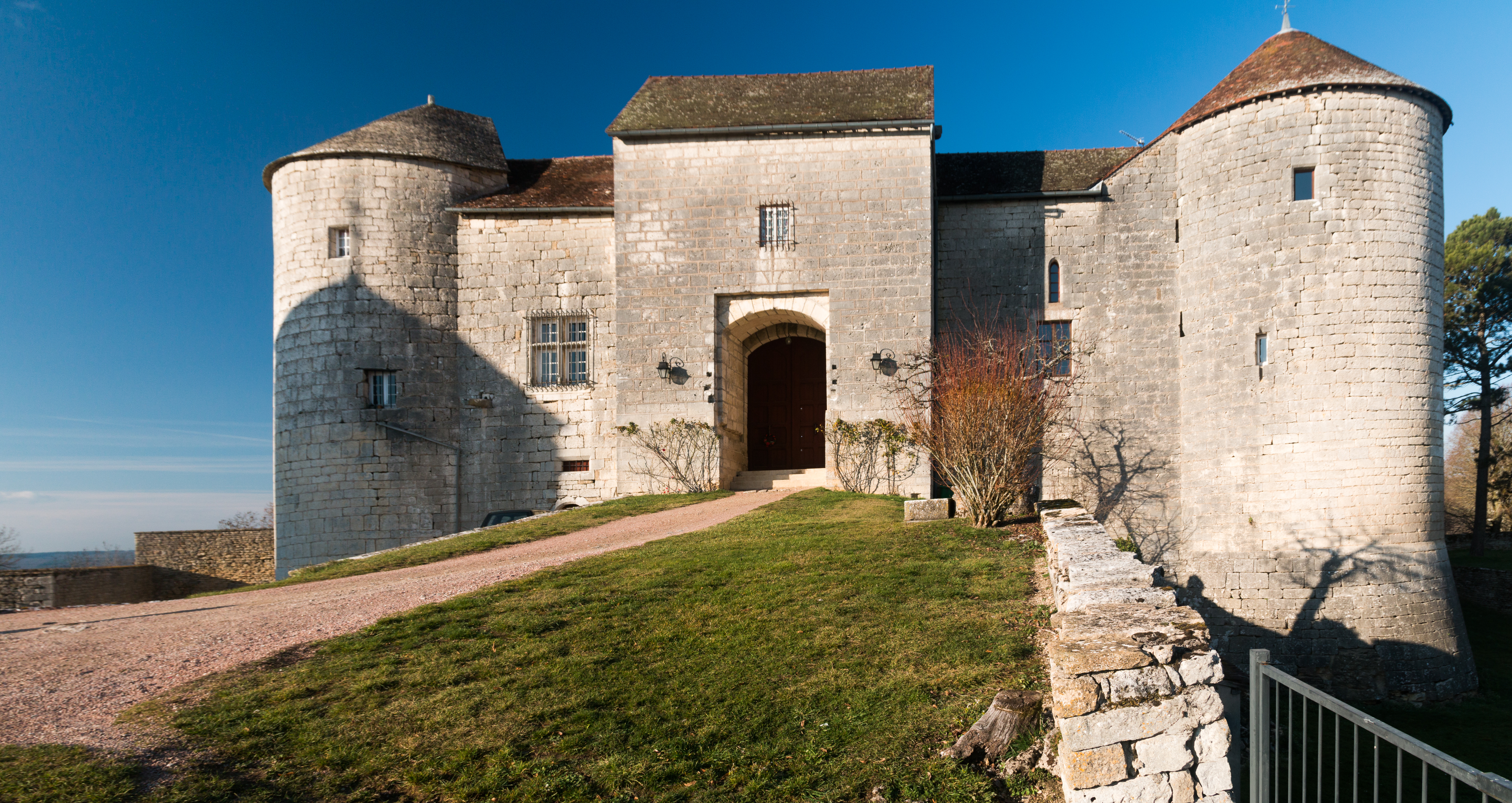
Portail
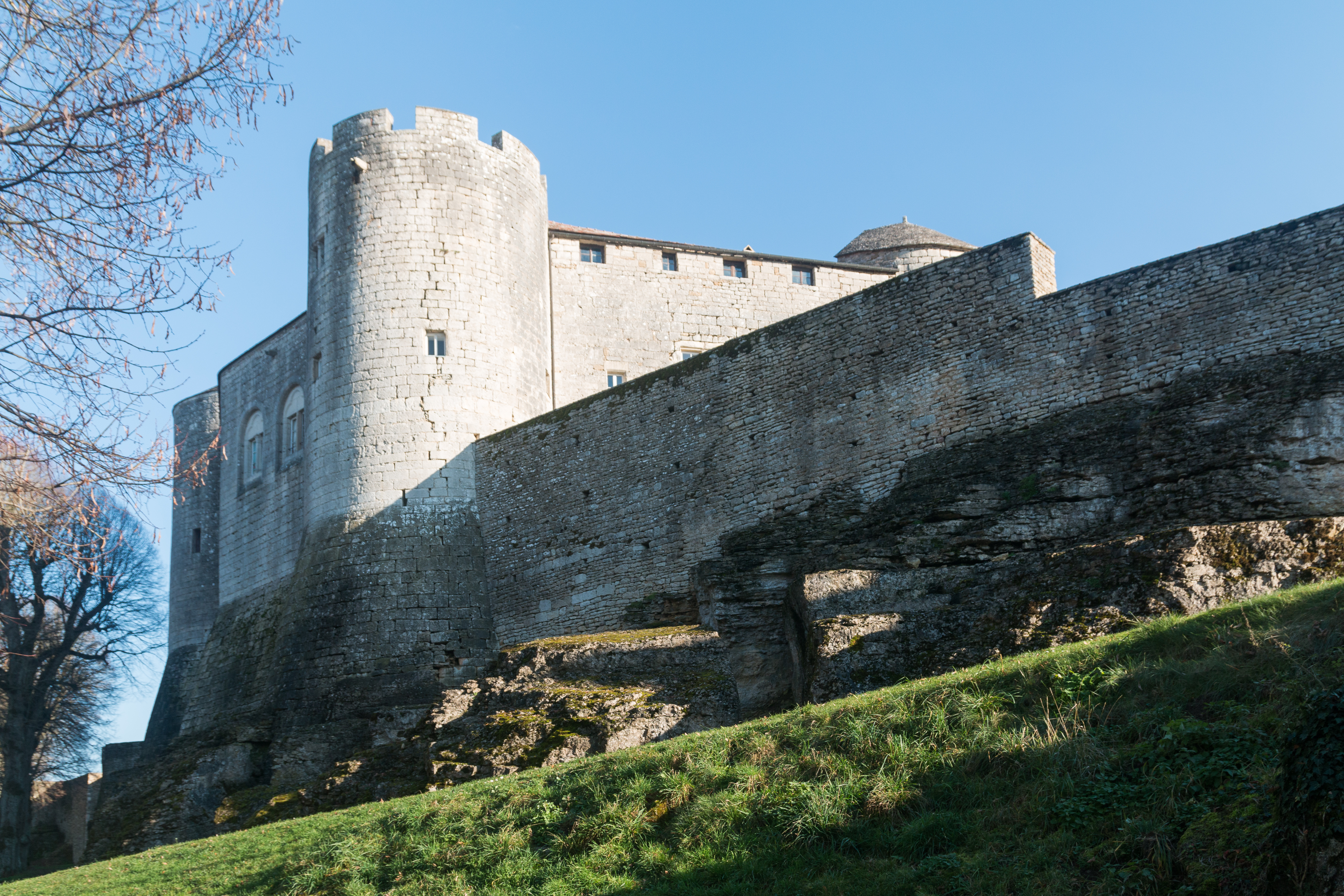
Donjon
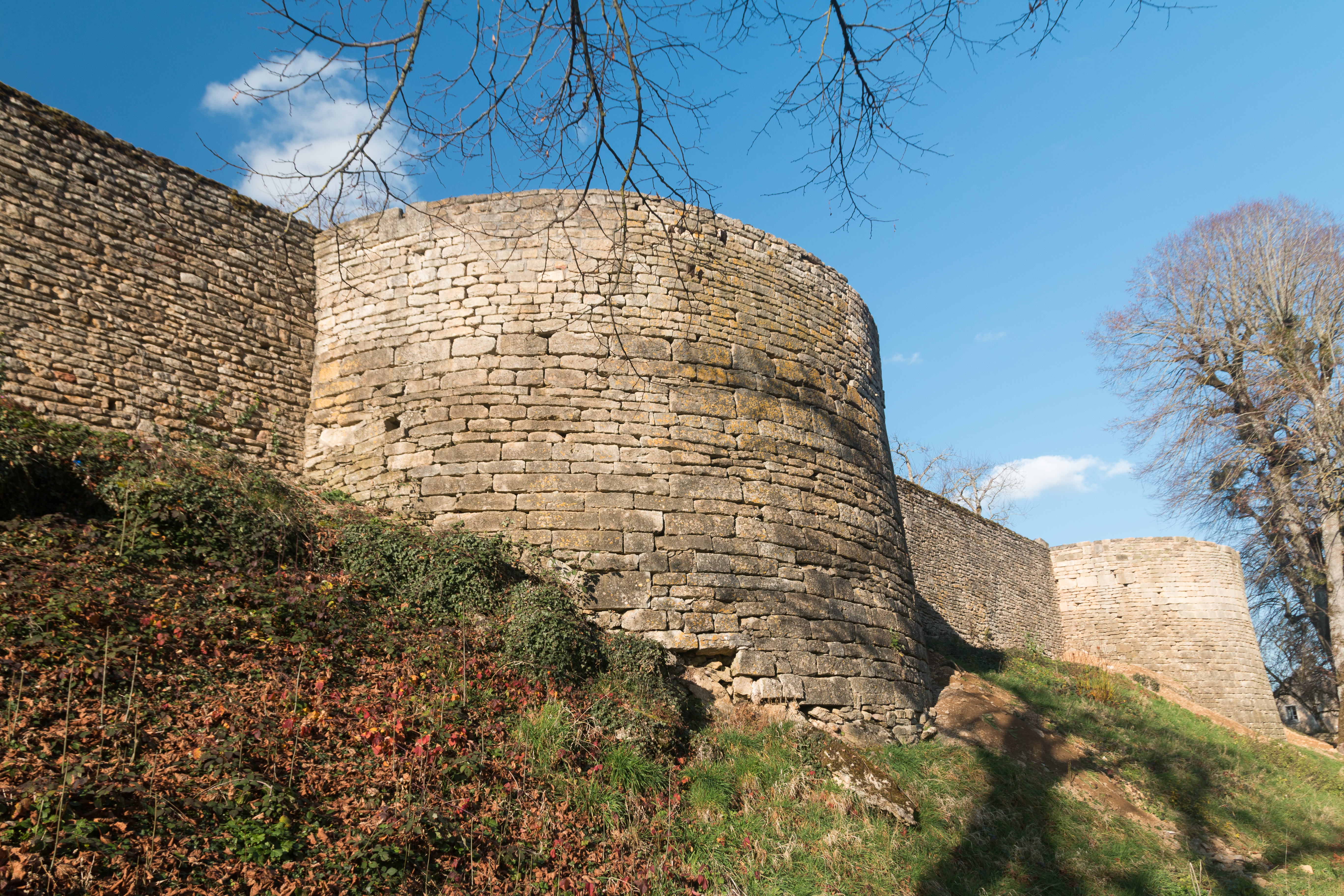
Tour médiévale